# Emile Sinclair
Emile Sinclair (Leeds, 29 dicembre 1987) è un ex calciatore inglese, di ruolo attaccante.

## Carriera
A tutta la stagione 2011-2012 conta 38 presenze in Championship.
Il 29 settembre 2012 realizza la sua prima tripletta stagionale consentendo al Peterborough di ottenere la prima vittoria in campionato all'ottava giornata.

## Palmarès

### Club

#### Competizioni nazionali
- Football League One: 1

Doncaster: 2012-2013